# Ajania parviflora
Ajania parviflora là một loài thực vật có hoa trong họ Cúc. Loài này được (Gruming) Ling mô tả khoa học đầu tiên năm 1980.